# Siffleur du Vogelkop
Pachycephala meyeri
Espèce
Statut de conservation UICN

 LC  : Préoccupation mineure
Le Siffleur du Vogelkop (Pachycephala meyeri) est une espèce d'oiseau appartenant à la famille des Pachycephalidae.

## Répartition
Il est endémique à la péninsule de Doberai en Nouvelle-Guinée occidentale.

## Habitat
Son habitat naturel est les montages humides tropicales et subtropicales.